# (8418) Mogamigawa
(8418) Mogamigawa est un astéroïde de la ceinture principale.

## Description
(8418) Mogamigawa est un astéroïde de la ceinture principale. Il fut découvert le 10 novembre 1996 à Nanyo par Tomimaru Okuni. Il présente une orbite caractérisée par un demi-grand axe de 2,75 UA, une excentricité de 0,11 et une inclinaison de 3,1° par rapport à l'écliptique.

## Compléments